# Лінкольн (округ, Міссісіпі)
Шаблон:StateAbbr_ 31°32′ пн. ш. 90°27′ зх. д. / 31.54° пн. ш. 90.45° зх. д.
Округ  Лінкольн (англ. Lincoln County) — округ (графство) у штаті Міссісіпі, США. Ідентифікатор округу 28085.

## Історія
Округ утворений 1870 року.

## Демографія
За даними перепису 
2000 року 
загальне населення округу становило 33166 осіб, зокрема міського населення було 12096, а сільського — 21070.
Серед мешканців округу чоловіків було 15909, а жінок — 17257. В окрузі було 12538 домогосподарств, 9191 родин, які мешкали в 14052 будинках.
Середній розмір родини становив 3,08.
Віковий розподіл населення поданий у таблиці:
| Стать    | До 15 років | 15-21 | 22-29 | 30-39 | 40-49 | 50-65 | 65-85 | Понад 85 |
| -------- | ----------- | ----- | ----- | ----- | ----- | ----- | ----- | -------- |
| Чоловіки | 3666        | 1780  | 1706  | 2173  | 2361  | 2428  | 1635  | 160      |
| Жінки    | 3569        | 1668  | 1759  | 2315  | 2466  | 2649  | 2401  | 430      |

## Суміжні округи
- Копая — північ
- Лоуренс — схід
- Волтголл — південний схід
- Пайк — південь
- Емайт — південний захід
- Франклін — захід
- Джефферсон — північний захід

## Виноски
1. ↑  U.S. Decennial Census. United States Census Bureau. Архів оригіналу за 19 липня 2018. Процитовано 6 листопада 2014.
2. ↑  Historical Census Browser. University of Virginia Library. Архів оригіналу за 11 серпня 2012. Процитовано 6 листопада 2014.
3. ↑  Population of Counties by Decennial Census: 1900 to 1990. United States Census Bureau. Архів оригіналу за 28 грудня 2014. Процитовано 6 листопада 2014.
4. ↑  Census 2000 PHC-T-4. Ranking Tables for Counties: 1990 and 2000 (PDF). United States Census Bureau. Архів оригіналу (PDF) за 18 грудня 2014. Процитовано 6 листопада 2014.
5. ↑  State & County QuickFacts. United States Census Bureau. Архів оригіналу за 7 червня 2011. Процитовано 4 вересня 2013.(англ.) Наведено за англійською вікіпедією.
6. ↑  American FactFinder. Бюро перепису населення США. Архів оригіналу за 26 лютого 2012. Процитовано 31 січня 2008.

| США | Це незавершена стаття з географії США. Ви можете допомогти проєкту, виправивши або дописавши її. |